# Житије Светог Симеона (ТВ филм)
„Житије Светог Симеона” је југословенски ТВ филм из 1992. године. Режирао га је Дејан Ћорковић а сценарио је написао Урош Гловачки по истоименом тексту из Студеничког типика Светог Саве.

## Улоге
| Глумац            | Улога |
| ----------------- | ----- |
| Танасије Узуновић |       |